# Hugh Foot
Hugh Mackintosh Foot, Baron Caradon (* 8. Oktober 1907 in Plymouth, Devon; † 5. September 1990 bei Plymouth) war ein britischer Kolonialbeamter und Diplomat. Er war Gouverneur der britischen Kronkolonien Jamaika (1951–1957) und Zypern (1957–1960). Von 1964 bis 1970 war er Staatsminister im Außenministerium und zugleich Ständiger Vertreter bei den Vereinten Nationen.

## Biografie
Foot war der Sohn von Isaac Foot, einem Mitglied des Unterhauses der Liberal Party sowie Bruder von Sir Dingle Foot, John Foot und des späteren Vorsitzenden der Labour Party Michael Foot, die ebenfalls Mitglieder des Unterhauses wurden. Wegen ihrer zur politischen Linken zählenden Einstellung wurden Dingle, Hugh und Michael Foot später als „The Three Left Feet“ bekannt.
Anders als seine Brüder schlug Hugh Foot jedoch keine politische Laufbahn ein, sondern trat 1929 in den Kolonialverwaltungsdienst, wo er zunächst von 1929 bis 1939 Verwendung in Palästina und danach bis 1943 in Transjordanien fand. Für seine Verdienste in der Kolonialverwaltung wurde er 1939 als Officer in den Order of the British Empire (OBE) aufgenommen.
1943 trat er als Oberstleutnant in die British Army ein und war für kurze Zeit Militäradministrator von Cyrenaika. Noch im gleichen Jahr wurde er Kolonialsekretär in Zypern und bekleidete zwischen 1945 und 1947 das Amt des Kolonialsekretärs auch in Jamaika. Anschließend wurde er Mitarbeiter der Kolonialverwaltung in Nigeria, wo er das Wachsen der Idee nach staatlicher Souveränität erlebte. 1946 wurde er als Companion in den Order of St Michael and St George (CMG) aufgenommen.
Danach kehrte er nach Jamaika zurück, wo er am 7. April 1951 Gouverneur der Kronkolonie wurde und dieses Amt als Generalkapitän bis zum 18. November 1957 bekleidete. 1951 wurde er als Knight Commander des Order of St Michael and St George (KCMG) geadelt, 1953 auch zum Knight Commander des Royal Victorian Order (KCVO) ernannt und 1957 zum Knight Grand Cross des Order of St Michael and St George (GCMG) erhoben.
1957 nahm er als Nachfolger von John Harding, 1. Baron Harding of Petherton das Amt des Gouverneurs von Zypern an, wo er sich um die Versöhnung zwischen Griechen und Türken bemühte und einen Plan für eine friedvolle Regelung der Unabhängigkeit Zyperns entwarf, die am 16. August 1960 erfolgte. Foot war damit letzter britischer Gouverneur Zyperns.
Nach der Unabhängigkeit Zyperns wurde er 1961 Vertreter Großbritanniens bei den Vereinten Nationen und dort zugleich zum Leitenden Berater für die Entstehung neuer Staaten ernannt. 1962 trat er aus Protest gegen die britische Rhodesien-Politik zurück, kehrte jedoch bereits 1963 zur UNO zurück und Sonderberater für die Entwicklung Afrikas sowie Beauftragter für die Apartheid in Südafrika wurde.
Nach dem Wahlsieg der Labour Party unter Harold Wilson wurde er am 27. Oktober 1964 als Baron Caradon, of St. Cleer in the County of Cornwall, zum Life Peer erhoben und erhielt damit einen Sitz im House of Lords. Während der Regierungszeit Wilsons war er außerdem zwischen 1964 und 1970 Ständiger Vertreter bei den UN in New York City. Nach seinem Rücktritt 1970 blieb er noch bis 1975 als Referent des Entwicklungsprogramms der Vereinten Nationen in New York City tätig.

## Werke
- A Start in Freedom. Harper & Row, 1964.